# 藤堂高吉
藤堂 高吉（とうどう たかよし）は、江戸時代初期の武将、津藩の人物。丹羽長秀の三男で、羽柴秀長、次いで藤堂高虎の養子となった。母は杉若無心の娘。

## 生涯

### 小藤堂
天正7年（1579年）6月、近江佐和山城で丹羽長秀の三男として生まれる。母親は杉若越前守の息女。幼名は仙丸（せんまる）。天正10年（1582年）の織田信長の死後、羽柴秀吉は長秀の歓心を買うために、仙丸を秀吉の弟・秀長の養子として迎えた。実子の無い秀長の跡継ぎになるはずだったが、天正16年（1588年）に秀吉が自身と秀長の甥の秀保を秀長の跡継ぎにしようとしたため、高吉は居づらくなった。後継者の地位を失った仙丸を、秀長の家臣で継嗣が不在だった藤堂高虎が養子としてもらい受け、秀長はこれを認めて養子入りに際して1万石を遣わしたといわれる。
高虎は文禄4年（1595年）に伊予板島7万石の大名に抜擢され、高吉もそれに従い板島に入封した。この頃、溝口秀勝の七女を娶るが間もなく離縁した。しかしその侍女を留まらせて側室とし、長正をはじめとする子供たちを儲けた。

### 養子から一家臣へ
慶長5年（1600年）の関ヶ原の戦いでも東軍に与して活躍し、高虎の領国となった伊予今治20万石のうち2万石を領した。高虎は実子に恵まれなかったため養子の高吉を後継者と考えていたが、慶長6年（1601年）に高虎に実子・高次が生まれるとその話も消滅し、改めて高虎の家臣となった。しかし高虎は高吉の扱いに悩み、参勤交代に同伴させなかったという。

### 拝志騒動
慶長9年（1604年）、高虎の留守中に隣接する松山城主加藤嘉明との合戦未遂事件・拝志騒動が起きた。その責任を取らされ、高虎によって宇和郡野村に蟄居させられた。慶長11年（1606年）に徳川家康の口添えで蟄居が解かれ、備中国後月郡・小田郡内で1万石を加増された。

### 一門の筆頭
慶長13年（1608年）、高虎が伊賀一国と中部伊勢の22万石を得て転封した。高吉は家康の指示で今治に残ることになり、越智郡で2万石を与えられて竣工したばかりの今治城を得た。藤堂藩の支藩今治藩の誕生である。早速、家臣団に知行地を宛行い、慶長14年9月に重臣の矢倉氏に400石を与えたことが確認される。また検地も実地されたようで、元和6年2月付の「越智郡古谷村検地帳」が伝来している。
慶長19年（1614年）からの大坂の陣では徳川方として参戦し、夏の陣では長宗我部盛親隊を相手に活躍した（八尾の戦い）。
寛永7年（1630年）、養父の高虎が死去すると、高吉は葬儀に列席しようと今治から江戸に向かった。その途中の近江水口で本藩の使者によって説得され、代理として鎌田新兵衛を派遣し、高吉は今治に帰国した。家督が正式に決まっていなかったため、高次から相当の圧力がかかったとされる。

### 冷遇の晩年
寛永12年（1635年）、松平定房が今治へ移封されることとなったために領地替えが行われ、藤堂家には新たに伊勢多気郡・飯野郡内2万石が替地として与えられ、そこが高吉の所領となった。しかし翌寛永13年（1636年）、高次の命により更に伊賀名張に移封され、名張藤堂家の祖となる。次男以下3名に5000石を分知し、1万5千石となった。
高次は高吉の存在を危険視したとされ（幕府に高吉を藤堂本家から独立した大名に取り立てようという動きがあったためといわれる）、享保年間まで名張藤堂家と本家との対立は続いた。そうした背景もあってか、名張家の藩主は第9代の藤堂長徳まで、藤堂氏の通字である「高」ではなく丹羽氏の「長」を使用している。

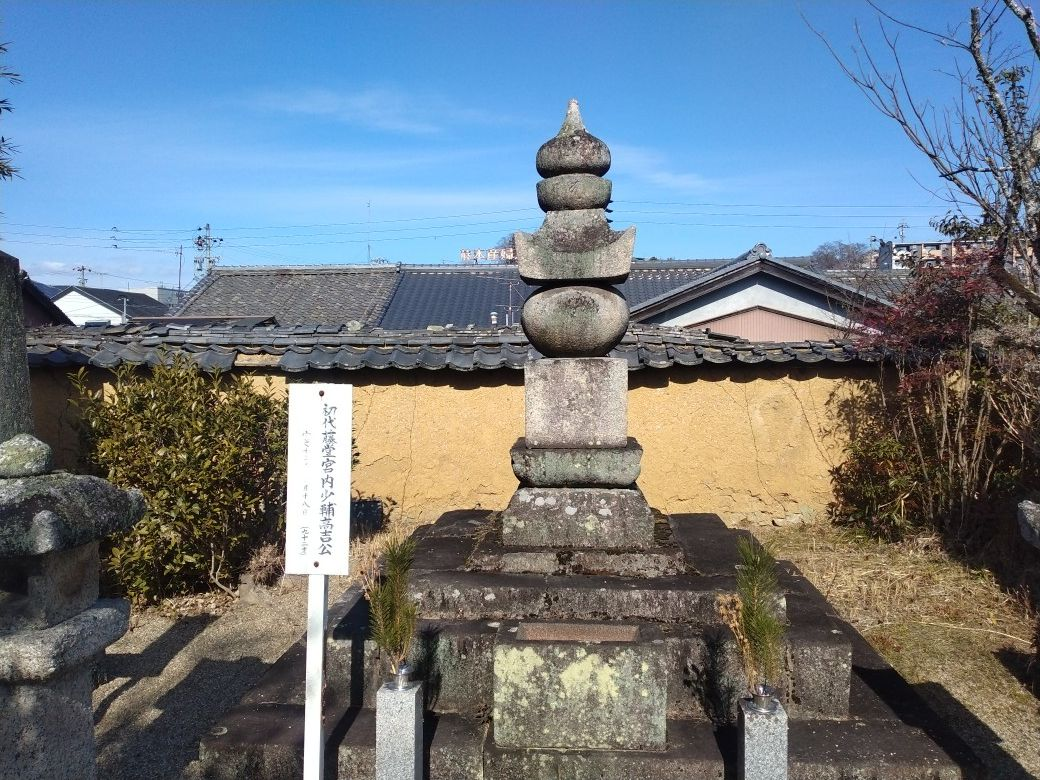
藤堂高吉の墓(名張市徳蓮院)

名張藤堂家は代々宮内を通称し、藤堂宮内家とも呼ばれる。11代の高節の時に明治維新となり、子孫は現在も東京に在住する。
寛文10年（1670年）7月に死去した。享年93。墓所は名張の徳蓮院にある。

## 系譜
- 両親
  - 父：丹羽長秀
  - 母：杉若無心の娘
  - 養父：豊臣秀長
  - 養父：藤堂高虎

- 兄弟
  - 丹羽長重
  - 丹羽長正
  - 藤堂高吉
  - 丹羽長次

- 妻
  - 正室：溝口秀勝の七女
  - 側室：慶法院 (正室の侍女)

- 息子
  - 嫡男：藤堂長正
  - 次男：藤堂長留（隼人、長直）
  - 三男：藤堂長之（主計、左門、織部、丹羽如水）
  - 四男：藤堂長則
  - 五男：藤堂長俊